# Tayyara men wara
Tayyara men wara é um filme de drama libanês de 2003 dirigido e escrito por Randa Chahal Sabag. 
Foi selecionado como representante do Líbano à edição do Oscar 2004, organizada pela Academia de Artes e Ciências Cinematográficas.

## Elenco
- Flavia Bechara
- Maher Bsaibes
- Julia Kassar
- Liliane Nemri
- Ziad Rahbani